# Saison 3 de Naruto Shippuden
Pour un article plus général, voir Liste des épisodes de Naruto Shippuden.
Chronologie
Saison 2 de Naruto Shippuden Saison 4 de Naruto Shippuden

## Légende des tableaux
|  | Épisodes adaptés (sans couleur d'arrière plan) |

|  | Épisodes filler (hors manga) |

Légende : Les épisodes fillers (épisodes hors série exclusifs à l'animé qui ne sont pas dans les mangas) sont surlignés en couleur.

## Saison 3
Diffusée sur TV Tokyo entre le 3 avril 2008 et le 25 septembre 2008, elle contient 24 épisodes.

Diffusée en France sur Game One entre le 15 septembre 2009 et le 16 octobre 2009.
| No | Titre français             | Titre japonais | Titre japonais                               | Date de 1re diffusion |
| No | Titre français             | Kanji          | Rōmaji                                       | Date de 1re diffusion |
| --- | -------------------------- | -------------- | -------------------------------------------- | --------------------- |
| 54 | Cauchemar                  | 悪夢           | Akumu                                        | 3 avril 2008          |
| [Chapitres 311-312] — Naruto fait un drôle de cauchemar, où il voit un temple se faire détruire par un monstre sanguinaire. Sakura surprend Saï à la bibliothèque, en train de lire des livres sur les relations humaines. Ils rejoignent plus tard Naruto, pour rendre visite à Kakashi à l'hôpital. Au courant des progrès de Sasuke, le jõnin a concocté un entraînement spécialement conçu pour Naruto, afin de l'aider à développer une technique plus puissante que l'«Orbe tourbillonnant». L'équipe de Kakashi est invitée au restaurant par Asuma, et Saï fait connaissance avec Chôji et Ino. Pendant ce temps, quatre mystérieux ninjas pillent des tombes cachées... Note : cet épisode débute l'arc de l'entraînement de Naruto au changement de nature du chakra ; il introduit également l'arc filler de Sora. |                            |                |                                              |                       |
| 55 | Le Vent                    | 旋風           | Kaze (Le vent)                               | 17 avril 2008         |
| [Chapitres 314 à 316] — Rétabli, Kakashi prend l'entraînement de Naruto en main, avec l'assistance de Yamato. Le jeune ninja maîtrise déjà la modification de forme de son chakra, et découvre l'élement avec lequel il a une affinité : le Vent. Le jõnin lui apprend que le moyen le plus rapide pour écourter l'entraînement avec le «Multi-clonage». Ils créent tous deux un clone, afin que Naruto prenne conscience de l'expérience vécue par ses doubles et enregistre l'information dans sa mémoire. Il lui fait ensuite passer un exercice difficile : couper une feuille d'arbre avec son chakra. |                            |                |                                              |                       |
| 56 | Fourmillements             | うごめく       | Ugomeku (Agitations)                         | 24 avril 2008         |
| [Chapitres 317-318] — L'entraînement de Naruto continue : celui-ci fait des progrès et arrive à couper une feuille d'arbre. Note : cet épisode clôt l'arc de l'entraînement de Naruto au changement de nature du chakra. |                            |                |                                              |                       |
| 57 | Un repos éternel troublé   | 奪われた永眠り | Ubawareta nemuri                             | 8 mai 2008            |
| Quatre bandits ont enlevé la dépouille de Kitane, un des douze ninjas gardiens qui protégeait le roi Féodal. Note : cet épisode débute l'arc filler de Sora. |                            |                |                                              |                       |
| 58 | La Solitude                | 孤独           | Kodoku                                       | 8 mai 2008            |
| L'équipe Kakashi part en mission au Temple du Feu afin de trouver qui sont les pilleurs de tombe. Naruto rencontre un garçon nommé Sora, au passé apparemment sombre, qui manipule très bien le fūton. |                            |                |                                              |                       |
| 59 | Un nouvel ennemi           | 新たな敵       | Arata na teki                                | 15 mai 2008           |
| L'équipe Kakashi et deux membres du Temple du Feu poursuivent les pilleurs des quatre tombes. Ils tombent dans un piège. |                            |                |                                              |                       |
| 60 | Hauts et Bas               | 有為転変       | Uitenpen (Mutabilité)                        | 22 mai 2008           |
| L'équipe Kakashi est séparée et ses membres affrontent séparément les présumés pilleurs de tombe qui sont en réalité à la recherche de Sora. Saï et Sakura arrivent finalement à se retrouver et Naruto affronte une femme capable de manipuler les 5 éléments. |                            |                |                                              |                       |
| 61 | Prise de contact           | 接触           | Sesshoku (Contact)                           | 29 mai 2008           |
| Naruto est dépassé par la maîtrise des 5 éléments et se fait prendre au piège. Pendant ce temps Sora se bat avec un homme et dévoile ses pouvoirs. |                            |                |                                              |                       |
| 62 | Coéquipier                 | チームメイト   | Chīmumeito                                   | 5 juin 2008           |
| L'équipe Kakashi rentre au village et ramène Sora. |                            |                |                                              |                       |
| 63 | Deux Rois                  | 二つの玉       | Futatsu no gyoku                             | 19 juin 2008          |
| On apprend dans un flash-back que le père de Sora a été tué par Asuma Sarutobi. Pendant ce temps, Sora et Naruto s'entraînent au fūton. |                            |                |                                              |                       |
| 64 | Le Signal d’Ebène          | 漆黒の狼煙     | Shikkoku no noroshi                          | 3 juillet 2008        |
| Danzô essaie de s'échapper mais c'est sans compter sur les forces spéciales qu'il a entraînées, Sora attaque Tsunade après avoir fui le village. |                            |                |                                              |                       |
| 65 | La Barrière des ténèbres   | 暗黒の施錠     | Ankoku no sejō                               | 3 juillet 2008        |
| Furîdo, Fuka, Fuen et Fudo attaquent Konoha. Fuen invoque un bouclier afin qu'aucun villageois ou ninja de Konoha ne puisse fuir. Fudo invoque des morts-vivants, le clan Kohaku... |                            |                |                                              |                       |
| 66 | Les Âmes ressuscitées      | 黄泉がえる魂   | Yomigaeru tamashī                            | 10 juillet 2008       |
| Konoha se voit en état d'alerte niveau 1 : 4 des 12 protecteurs du seigneur féodal du Pays du Feu sont ressuscités et menacent d'utiliser une technique de foudre très puissante pouvant détruire le village. |                            |                |                                              |                       |
| 67 | Chacun son combat          | それぞれの死闘 | Sorezore no shitō (Chacun son combat à mort) | 24 juillet 2008       |
| Lorsque Fuen et Fudo se font tuer, les morts-vivants et le bouclier disparaissent. |                            |                |                                              |                       |
| 68 | L’Heure du réveil          | 覚醒めの刻     | Meza meno koku                               | 31 juillet 2008       |
| Naruto trouve le point faible de Fuka et la vainc. Le limelight est neutralisé. |                            |                |                                              |                       |
| 69 | Désespoir                  | 絶望           | Zetsubō                                      | 31 juillet 2008       |
| La vérité sur les pouvoirs de Sora est dévoilée : son corps renferme une rémanence du chakra de Kyûbi. Sora se met alors en colère et fait sortir son pouvoir. |                            |                |                                              |                       |
| 70 | Résonance                  | 共鳴           | Kyōmei                                       | 7 août 2008           |
| Le combat entre Naruto et Sora continue, Furiido qui n'était autre que Kazuma se fait tuer par Asuma. |                            |                |                                              |                       |
| 71 | Mon ami                    | 友情           | Tomo yo (Amitié)                             | 14 août 2008          |
| [Chapitre 312 + filler] — Naruto réussit à raisonner Sora et leur combat prend fin. Pendant que Konoha se reconstruit, deux membres d'Akatsuki, Hidan et Kakuzu, font leur apparition. Note : cet épisode clôt l'arc filler de Sora. |                            |                |                                              |                       |
| 72 | Une menace qui s'approche  | 忍び寄る脅威   | Shinobiyoru kyōi                             | 21 août 2008          |
| [Chapitres 312 à 314] — Hidan et Kakuzu combattent Yugito Nii, l'hôte de Nibi le démon chat à 2 queues, dans le but de la capturer. Note : cet épisode débute l'arc de Hidan et Kakuzu. |                            |                |                                              |                       |
| 73 | L’Akatsuki attaque         | “暁”侵攻       | "Akatsuki" shinkō (L'invasion d’Akatsuki)    | 28 août 2008          |
| [Chapitres 314 à 318] — Hidan et Kakuzu attaquent le Temple du Feu, et tuent Chiriku, un ami d'Asuma et ancien gardien. Le Temple est détruit, et le corps de Chiriku est emmené pour être échangé contre une prime. |                            |                |                                              |                       |
| 74 | Sous le ciel étoilé        | 星空の下で     | Hoshizora no moto de                         | 4 septembre 2008      |
| [Chapitres 318-319] — Pendant ce temps, les 20 nouvelles sections formées par le 5e Hokage sont envoyées pour attraper les dangereux membres de l'Akatsuki. |                            |                |                                              |                       |
| 75 | La Prière d'un vieux moine | 老僧の祈り     | Rōsō no inori                                | 11 septembre 2008     |
| [Chapitres 320-321] — L'équipe Asuma se met en route, et lors de la visite du Temple détruit, Asuma apprend que l'Akatsuki s'est mise en route vers un point d'échange. |                            |                |                                              |                       |
| 76 | L’Étape suivante           | 次なる段階     | Tsuginaru suteppu                            | 25 septembre 2008     |
| [Chapitres 320 à 322] — Hidan et Kakuzu sont repérés. Le corps de Chiriku est échangé contre une forte somme par Kakuzu, trésorier de l'organisation. |                            |                |                                              |                       |
| 77 | Une stratégie payante      | 棒銀           | Bōgin                                        | 25 septembre 2008     |
| [Chapitres 322-323] — Le combat de l'Akatsuki contre l'équipe Asuma commence. Hidan dévoile son secret : son immortalité. |                            |                |                                              |                       |